# Sclerophasma paresisensis
Sclerophasma paresisensis är en insektsart som beskrevs av Klass, Picker, Damgaard, van Noort och Koji Tojo 2003. Sclerophasma paresisensis ingår i släktet Sclerophasma och familjen Mantophasmatidae. Inga underarter finns listade.